# فيليب إيرفن
فيليب إيرفن (بالإنجليزية: Phillip Ervin)‏ هو لاعب كرة قاعدة أمريكي، ولد في 17 يوليو 1992 في لوروا في الولايات المتحدة.

## وصلات خارجية
- فيليب إيرفن على موقع دوري كرة القاعدة الرئيسي (الإنجليزية)
- فيليب إيرفن على موقعبيزبول رفرنس.كوم (الدوري الرئيسي) (الإنجليزية)
- فيليب إيرفن على موقعبيزبول رفرنس.كوم (الدوري الثانوي) (الإنجليزية)
- فيليب إيرفن على موقع إي إس بي إن.كوم (أم.أل.بي) (الإنجليزية)
- فيليب إيرفن على موقع مشجعي الرسوم البيانية (الإنجليزية)